# Aldisa fragaria
Aldisa fragaria is een slakkensoort uit de familie van de Cadlinidae. De wetenschappelijke naam van de soort werd voor het eerst geldig gepubliceerd in 2017 door Tibiriçá, Pola en Cervera.